# Ворошило Олександр Степанович
Ворошило Олександр Степанович (1944) — радянський оперний співак (баритон), актор, педагог; підприємець і адміністратор.  Соліст (1975—1991) і виконавчий директор (2000—2002) Великого театру, народний артист РРФСР (1982).

## З життєпису
Народився 15 грудня 1944 року в Дніпропетровську.
Закінчив ОНМА імені А. В. Нежданової в 1974 році. У 1973 році, ще на 4-му курсі, він був зарахований солістом  Одеського театру опери та балету, де виконував партії Ротного в «Євгенії Онєгіні», Єлецького в «Піковій дамі» П. І. Чайковського, Ескамільйо і Моралеса в «Кармен» Ж . Бізе, Шарплес в «Чіо-Чіо-Сан».
У 1975 році, пройшовши конкурс, зарахований без стажування в трупу Великого театру Союзу РСР. За деякими даними, пройшов конкурс єдиним з 138 претендентів. Дебютував в опері «Іоланта» П. І. Чайковського.
Член КПРС з 1966 року.

## Нагороди
- Почесне звання "Народний артист РРФСР"

- Державна премія РРФСР ім. Глінки (1981)

- Премії Ленінського комсомолу (1978).

- Орден Дружби